# 大野城 (尾張国知多郡)

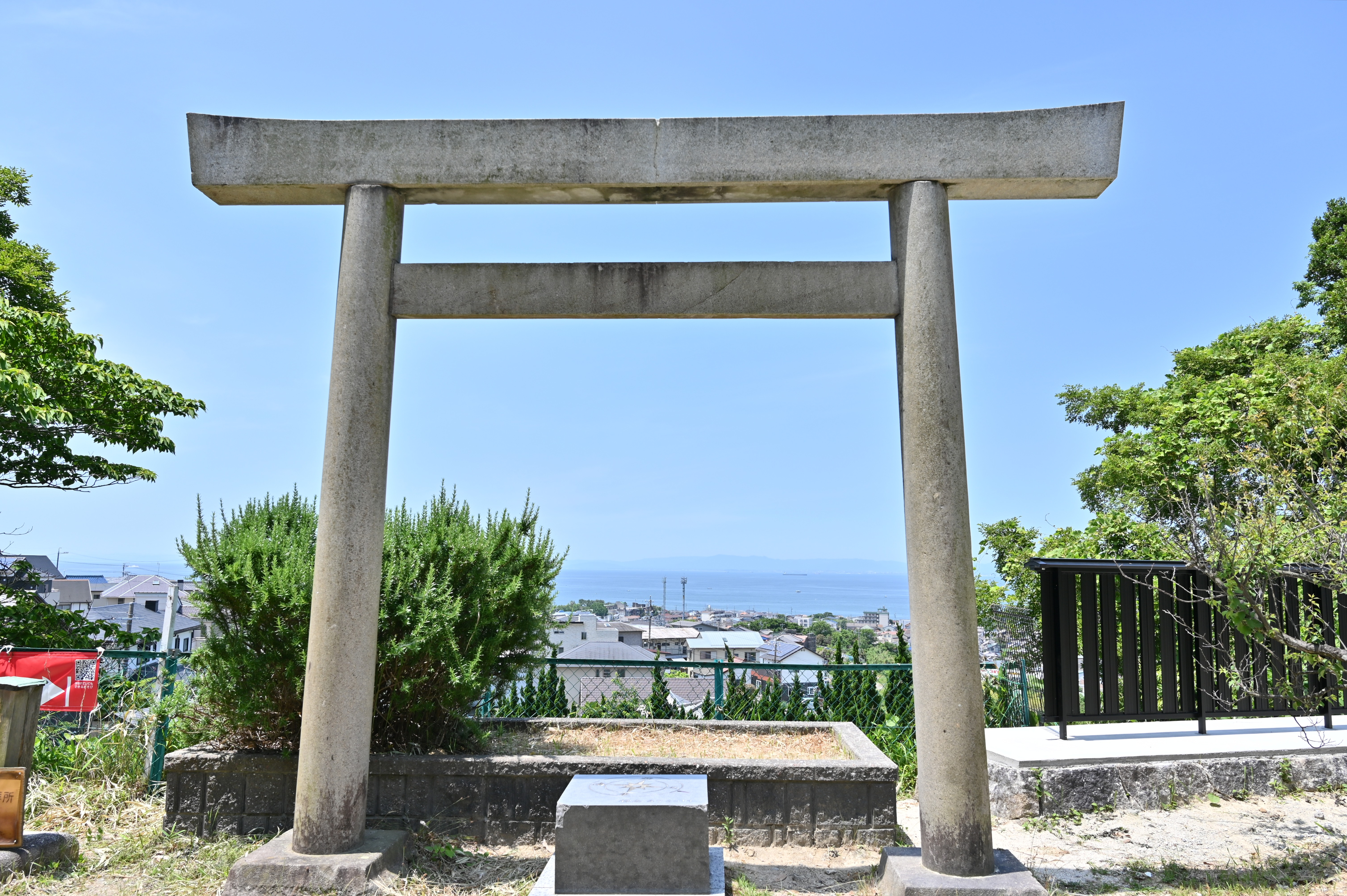
桃山御陵遥拝所跡

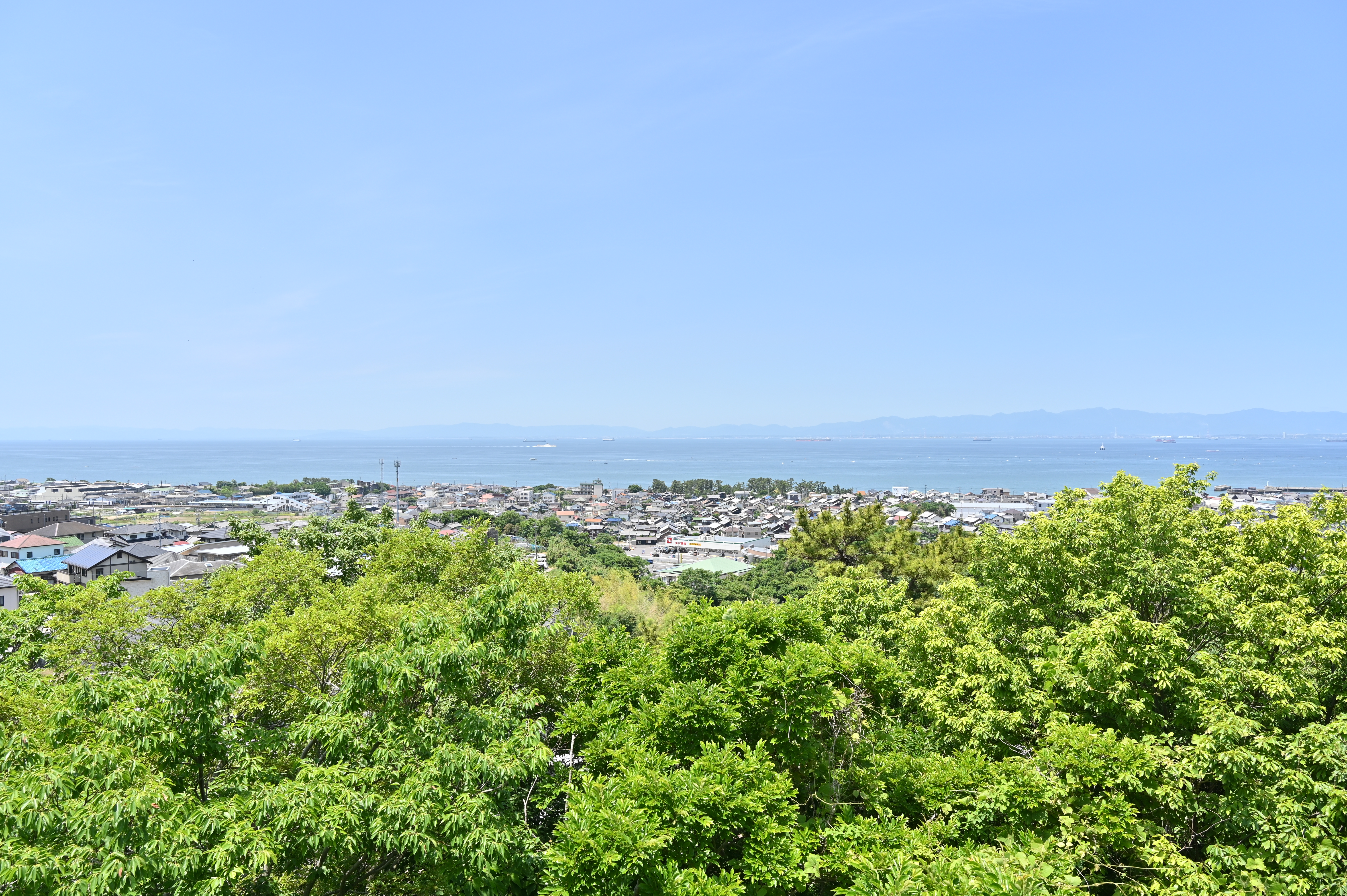
展望台から伊勢湾を望む

大野城（おおのじょう）は、尾張国知多郡矢田村金山（現在の愛知県常滑市金山）の伊勢湾を望む小高い丘陵（青海山）にあった日本の城。織田氏が新たに築いた大草城とは矢田川を挟んで南に位置する。 常滑市指定史跡。「宮山城（みややまじょう）」とも呼称される。

## 歴史
観応年間（1350年）ごろに三河国守護の一色範氏が知多半島に勢力を伸ばし、その子一色範光が伊勢湾を見下ろすこの城を築き、大野湊を中心とした伊勢湾の海運を手中に収める。
しかし、一色氏は将軍足利義政と対立し、三河守護職を失い、応仁の乱を経て次第に勢力を衰退させ、尾張守護の土岐氏に大野城は奪われ、家臣の佐治宗貞が入城し、四代百年あまりの支配が続いた。
三代信方の頃に織田氏に従うが、信方は若くして討ち死に、四代一成は羽柴秀吉と敵対して追放され、城主として信長の弟である織田長益が入るが、大野城の水利の悪さから、すぐ真向かいに大草城を築城して移り、大野城は廃城となった。
お江（後の崇源院）が最初の結婚で佐治一成に嫁いで来たのがこの大野城であることも有名である。

## 現状
現在は城の南側のほとんどは住宅地（青海山団地）となっているが、主郭部は常滑市指定文化財（史跡）となっていて、城山公園として整備されている。角櫓形の展望台が建てられているが、これは当時の建物を再現したわけではない。堀が一部残り、櫓台跡に城主であった佐治氏を祀った佐治神社がある。
「大門」「西之口」「屋敷」「城下」など当時を偲ばせる地名が多く残り、かなり規模の大きな城であったことがうかがえる。

## 遺構

### 主な遺構
- 堀、曲輪
- 「大野城跡」石碑 - 愛知県知事が揮毫した文体による篆刻。
- 佐治神社 - 主郭の南端の小高い一角にある旧主を祀る神社。

### その他の建造物
- 模擬天守（二層櫓） - 二層三階の城型展望台。他城の建造物に比べ細長い外観になっている（本記事の画像も参照）。

## 交通アクセス
- 名鉄常滑線 西ノ口駅から徒歩で約15分。
- 知多横断道路・常滑ICから約11分。